# Paracrocidura
Paracrocidura es un género de musarañas de la familia Soricidae. Es originario de África Central y Oriental.

## Especies
- Paracrocidura graueri
- Paracrocidura maxima
- Paracrocidura schoutedeni